# Vidouville
Vidouville és un municipi francès situat al departament de la Manche i a la regió de Normandia. L'any 2007 tenia 118 habitants.

## Demografia

### Població
El 2007 la població de fet de Vidouville era de 118 persones. Hi havia 52 famílies de les quals 16 eren unipersonals (4 homes vivint sols i 12 dones vivint soles), 16 parelles sense fills, 16 parelles amb fills i 4 famílies monoparentals amb fills.
La població ha evolucionat segons el següent gràfic:
Habitants censats

### Habitatges
El 2007 hi havia 56 habitatges, 51 eren l'habitatge principal de la família, 3 eren segones residències i 2 estaven desocupats. Tots els 56 habitatges eren cases. Dels 51 habitatges principals, 29 estaven ocupats pels seus propietaris, 17 estaven llogats i ocupats pels llogaters i 5 estaven cedits a títol gratuït; 1 tenia dues cambres, 6 en tenien tres, 14 en tenien quatre i 30 en tenien cinc o més. 38 habitatges disposaven pel capbaix d'una plaça de pàrquing. A 17 habitatges hi havia un automòbil i a 27 n'hi havia dos o més.

### Piràmide de població
La piràmide de població per edats i sexe el 2009 era:
| Homes | Edats   | Dones |
| ----- | ------- | ----- |
| 0     | 95 o +  | 0     |
| 0     | 90 a 94 | 0     |
| 0     | 85 a 89 | 4     |
| 0     | 80 a 84 | 0     |
| 0     | 75 a 79 | 4     |
| 4     | 70 a 74 | 0     |
| 4     | 65 a 69 | 4     |
| 4     | 60 a 64 | 8     |
| 12    | 55 a 59 | 4     |
| 0     | 50 a 54 | 0     |
| 0     | 45 a 49 | 0     |
| 4     | 40 a 44 | 0     |
| 4     | 35 a 39 | 4     |
| 4     | 30 a 34 | 8     |
| 12    | 25 a 29 | 0     |
| 0     | 20 a 24 | 4     |
| 4     | 15 a 19 | 4     |
| 4     | 10 a 14 | 0     |
| 0     | 5 a 9   | 4     |
| 4     | 0 a 4   | 0     |

## Economia
El 2007 la població en edat de treballar era de 75 persones, 58 eren actives i 17 eren inactives. De les 58 persones actives 50 estaven ocupades (30 homes i 20 dones) i 8 estaven aturades (2 homes i 6 dones). De les 17 persones inactives 10 estaven jubilades, 1 estava estudiant i 6 estaven classificades com a «altres inactius».

### Ingressos
El 2009 a Vidouville hi havia 55 unitats fiscals que integraven 144 persones, la mediana anual d'ingressos fiscals per persona era de 16.230 €.

### Activitats econòmiques
L'únic establiment que hi havia el 2007 era d'una empresa de comerç i reparació d'automòbils.
L'any 2000 a Vidouville hi havia 12 explotacions agrícoles que ocupaven un total de 329 hectàrees.

## Poblacions més properes
El següent diagrama mostra les poblacions més properes.